# Лондон XI
Лондон XI е представителен футболен отбор, специално създаден, за да вземе участие през сезон 1955–1958 година в Купата на Панаирните градове, която е предшественик на купата на УЕФА.
Турнирът е създаден на 18 април 1955 година, а първото състезание отнема три години, за да бъде завършено. Участниците в него са главни отбори от градове, в които има панаири (например Пловдив с Пловдивския панаир). Като много други градове участници Лондон има няколко силни отбора, но правилата не позволяват да участва повече от един от всеки град. Решава се да се създаде специален отбор за турнира, като се използват най-добрите играчи на всички лондонски отбори. Състава на отбора значително варира в различните мачове.
Отборът е управляван от председателя на Челси Джо Меърс и достига до финал за купата, като завършва начело на групата, състояща се от специални сборни отбори от Базел и Франкфурт, а след това побеждава и Лозана. Лондон XI губи с общ резултат 8:2 финала на турнира в два мача с Барселона.
Отборът участва само в турнира от 1955–1958 година, а във всички бъдещи сезони на Купата на панаирните градове участва само един отбор от Лондон.